# Przybiernów (gmina)
Pour la localité, voir Przybiernów.
Przybiernów est une gmina rurale du powiat de Goleniów, Poméranie occidentale, dans le nord-ouest de la Pologne. Son siège est le village de Przybiernów, qui se situe environ 23 km au nord de Goleniów et 39 km au nord de la capitale régionale Szczecin.
La gmina couvre une superficie de 228,68 km2 pour une population de 5 093 habitants en 2016.

## Géographie
La gmina inclut les villages de Babigoszcz, Borowik, Brzozowo, Budzieszewice, Buk, Czarnogłowy, Derkacz, Domanie, Dzieszkowo, Dzisna, Kartlewko, Kartlewo, Leszczno, Łoźnica, Machowica, Miodowice, Moracz, Owczarnia, Przybiernów, Rokita, Rzystnowo, Sobieszewo, Sosnowice, Świętoszewko, Świętoszewo, Trzebianowo, Włodzisław, Zabierzewo et Żychlikowo.
La gmina borde les gminy de Golczewo, Goleniów, Nowogard, Osina, Stepnica et Wolin.